# 7970 Lichtenberg
A 7970 Lichtenberg (ideiglenes jelöléssel 6065 P-L) a Naprendszer kisbolygóövében található aszteroida. Cornelis Johannes van Houten,  Ingrid van Houten-Groeneveld és Tom Gehrels fedezte fel 1960. szeptember 24-én.